# Aeropuerto Bom Jesus da Lapa
El aeropuerto Bom Jesus de Lapa (IATA: LAZ, OACI: SBLP) es el aeropuerto que sirve a Bom Jesus da Lapa, Estado de Bahía, Brasil.

## Historia
El aeropuerto se inauguró el 23 de junio de 1955 y está dedicado a la aviación general.

## Aerolíneas y destinos
No hay vuelos planificados.

## Acceso
El aeropuerto está localizado a 3 km del centro de Bom Jesus da Lapa.
- Datos: Q3886268